# Верховный муфтий Казахстана
«Верхо́вный му́фтий» (каз. Бас мүфти) — титул председателя казахстанского религиозного объединения мусульман «Духовного управления мусульман Казахстана». Должность учреждена 12 января 1990 года вместе с созданием Духовного управления. «Верховный муфтий» избирается на курултаях Духовного управления.

## История
В 1990 году казият Казахстана был выведен из состава ДУМ Средней Азии и Казахстана и был основан независимый «Муфтият мусульман Казахстана», который затем был переименован в «Духовное управление мусульман Казахстана». ДУМК основан во время первого курултая мусульман Казахстана 12 января 1990 года. Первым руководителем новоиспеченной организации и «Верховным муфтием Казахстана» стал Ратбек Нысанбаев. В ходе III курултая ДУМК в 2000 году следующим руководителем муфтията стал Абсаттар Дербисали. 19 февраля 2013 года во время внеочередного VII курултая новым муфтием был избран Ержан Маямеров. 8 декабря 2017 года во время очередного VIII курултая муфтием был избран Серикбай Ораз.
7 февраля 2020 года верховным муфтием был назначен Наурызбай Отпенов, который до этого был заместителем Серикбая Ораза.

## Список Верховных муфтиев
| Порядок | Имя                            | избран                    | дата начала          | дата окончания       |
| ------- | ------------------------------ | ------------------------- | -------------------- | -------------------- |
| 1       | Ратбек Нысанбаев               | I и II курултаи           | 12 января 1990       | 24 июня 2000         |
| 2       | Абсаттар Багисбаевич Дербисали | III курултай              | 24 июня 2000 года    | 19 февраля 2013 года |
| 3       | Ержан Малгажулы Маямеров       | VII внеочередной курултай | 19 февраля 2013 года | 8 декабря 2017 года  |
| 4       | Серикбай Сатыбалдыулы Ораз     | VIII очередной курултай   | 8 декабря 2017 года  | 7 февраля 2020 года  |
| 5       | Наурызбай Таганулы Отпенов     | ІХ внеочередной курултай  | 7 февраля 2020 года  |                      |